# Articulation incudo-stapédienne
L'articulation incudo-stapédienne est une petite jointure synoviale cotyloïde entre deux osselets de l'ouïe : la tête du stapès et le processus lenticulaire de l'incus.